# Berend Hazenberg
Berend Wiebes Hazenberg (Grootegast, 26 februari 1822 - aldaar, 26 maart 1892) was een Nederlands bestuurder. Hij was van 1873 tot zijn overlijden in 1892 burgemeester van Grootegast.
Hazenberg werd in 1822 in Grootegast geboren als zoon van een kastelein. Tussen 1841 en 1846 zat hij bij het 8ste regiment infanterie. Later was Hazenberg achtereenvolgens gemeenteontvanger, gemeentesecretaris en burgemeester van de gemeente Grootegast. Binnen de gemeenteraad werd hij tot de liberalen gerekend en hij was namens de Hervormde gemeente van Grootegast kerkvoogd.
Berend Hazenberg overleed op 70-jarige leeftijd in Grootegast en werd begraven op de algemene begraafplaats aldaar.